# 실드 태블릿
실드 태블릿 K1(영어: Shield Tablet K1)는 2014년에 엔비디아에서 출시한 실드 태블릿의 새로운 버전이다.
본래 엔비디아 실드 태블릿이었으나, 엔비디아 실드 태블릿 K1으로 명칭이 변경되었다.
2015년, 일부 기기에서 화재의 위험이 있는 배터리가 내장되어있다는 이유로 대규모 리콜을 실시했다. (Y01 배터리)
실드 태블릿 K1은 현재 미국 아마존에서 199.99 달러 (한화 약 23만원) 에 판매되고 있으며, 기존 실드 태블릿은 $ 100 에 미국 아마존에서 현재 판매되고 있다.